# أمبرواز-هيلير كومو
أمبرواز-هيلير كومو هو سياسي كندي، ولد في 17 سبتمبر 1859 في نوفا سكوشا في كندا، وتوفي في 25 أغسطس 1911. نشط حزبياً في الحزب الليبرالي في نوفا سكوشا ‏. وقد انتخب عضو مجلس الشيوخ الكندي ‏ وانتخب عضو مجلس نواب نوفا سكوشا ‏.